# Ceuthophilus utahensis
Ceuthophilus utahensis är en insektsart som beskrevs av Thomas, C. 1876. Ceuthophilus utahensis ingår i släktet Ceuthophilus och familjen grottvårtbitare. Inga underarter finns listade i Catalogue of Life.